# Вересковый
Ве́ресковый — посёлок в Невьянском районе Свердловской области России, юго-западный пригород Невьянска. Входит в Невьянский муниципальный округ. 

## География
Посёлок Вересковый расположен в двух километрах к юго-западу от районного центра — города Невьянска. Другие ближайшие населённые пункты: посёлки Цементный и Забельный, село Шурала и посёлок Шурала. Восточнее посёлка проходит Серовский тракт — автомагистраль регионального значения Серов — Нижний Тагил — Екатеринбург.

## История
В 1966 году Указом Президиума ВС РСФСР посёлок завода железобетонных изделий переименован в Вересковый. Местные и сейчас именуют посёлок ЖБИ.

## Население
| 2002 | 2010 | 2021 |
| ---- | ---- | ---- |
| 382  | ↗393 | ↘290 |

По данным Всероссийской переписи населения 2010 года, постоянное население Верескового — 393 человека, из них 183 мужчины и 210 женщин. Преобладающая национальность — русские (88 % от общего числа жителей на 2002 год).

## Промышленность
Посёлок находится при Невьянском железобетонном заводе. Часть населения также трудоустроена на Невьянском цементном заводе в соседнем посёлке Цементном и в городе Невьянске. Помимо ЖБИ в посёлке работает обособленное представительство ООО «Уралтранспетролеум».